# Abraham van Diepenbeke
Abraham van Diepenbeke (’s-Hertogenbosch, 1596. május 9. – Antwerpen, 1675. december 31.) holland barokk festő a flamand iskolából, egyike Rubens legjobb tanítványainak és segédeinek. A neve Diepenbeeck alakban is előfordul.
Antwerpenbe 1629 körül ment, ahol 1638-ban vették fel a festők céhébe, és 1641-ben lett az akadémia (az antwerpeni Szt. Lukács céh) feje.